# ハリギリ
ハリギリ（針桐、学名: Kalopanax septemlobus）は、ウコギ科ハリギリ属の落葉高木。別名、センノキ（栓の木）、ミヤコダラ、テングウチワ、ヤマギリなどがある。肥沃な土地に自生することから、農地開墾の適地の目印とした。材はケヤキに似た年輪模様が美しく、建築材や家具材としても貴重である。若芽は山菜としての利用もある。

## 形態
日本産ウコギ科樹木としては珍しく高木になる種で最大樹高25メートル (m) 、胸高直径1.5メートル (m) にも達する。成木は大きな枝が比較的まばらに張り出し、枝先は棒状になる。若木は、枝や樹幹に太くて鋭いとげがあるが、老木になるに従い鋭さを失いトゲはなくなる。幹の樹皮は褐色から黒褐色で、粗くて深く縦に裂け目が入りコルク質で厚く、この樹木を特徴づける。枝は灰色を帯びる。一年枝は、太くて皮目がありトゲがまばらに生えるが、トゲがないものもある。側芽は数㎝だけ伸びて成長を止め、葉を展開させるという短枝的な伸び方をし偽短枝と呼ばれる。短枝は基部が樹皮内部の組織とつながらず極めて落ちやすい。短枝が長枝化する際には、基部にカルスのような組織が形成され容易に落ちないようになる。
葉は互生し、枝先に集まってつくというウコギ科によく見られる形態になる。葉身は円形で掌状で5 - 9裂し、大きいものは30㎝に達するが、中心に近いものほど葉柄が短く葉も小さくなる。葉の切れ込みは浅いものからヤツデのように深いものまで変化がある。葉縁には細かい鋸歯がある。秋には黄褐色に紅葉する。薄い黄色に黄葉するが、緑色が抜けきらない場合や、すぐ褐色になることが多く地味である。条件によっては紅葉の仕方は変化し、一枚の葉の中に紫褐色や褐色が混じったり、緑色や他の色が葉脈に沿って残ったりと、様々な柄が見られる。
花期は7 - 8月。枝の先に花柄が傘状に伸びて散状花序をつくり、淡黄色から黄緑色の小花が多数つく。花はかなり細かい印象で、径5ミリメートル (mm) ほどで、たくさん咲いている様は目立って見える。果期は10月で、直径5 mmほどの丸い果実がたくさん集まってつき、黄葉するころに藍黒色に熟す。果実は冬でも残り、のちに果序の柄だけが散形状に枝に残る。
根系は深根性で殆ど分岐しない。細根の発達はよくないが、根端は肥厚し菌根形成が見られる。
冬芽は卵形から円錐形で長さ5 - 10 mm、暗紫褐色、無毛でつやがあり、芽鱗2 - 3枚に包まれる。枝の頂につく冬芽（頂芽）は大きく、側芽は枝に互生してあまり大きくない。葉痕はV字形で、維管束痕が多数つく。春になると太い幹からも葉が芽吹いてくる。
- 2008年5月下旬
東京大学小石川植物園
- 老木の樹皮
- 展開した葉

## 生態
苗木は耐陰性が高く、林内の光環境が好転するまでしばらくの間耐え、ギャップの形成を待つ。ただし、大きなギャップの形成による急激な光環境の変化には弱く、時に枯死することもあるために上層木の択伐型が推奨されている。光環境によって長枝と短枝の割合を変えることが知られており、明るい場所ほど長枝が多くなる。
種子は成熟後の休眠が長く、典型的なものでは秋の結実後の翌々年に発芽する。発芽には夏の高温を経験させることが必要で、疑似的に湿潤環境下で高温、低温の順で処理をすることで発芽を早めることができる。高温処理の期間はある程度の長さが必要で、あまりにも短い場合は殆ど発芽しない。また、高温処理中は一定温度を保つよりも、実際の夏の野外同様ある程度変温させた方が有意に発芽率が高い。このような性質から埋土種子と土壌シードバンクを形成する。実生は林冠ギャップの形成を待つ耐陰性があるが、ハリギリ親株の樹冠下では他の樹種の樹冠下に比べても生存率が低い。発芽率が低いために、挿し木法も提案されている。枝を挿し穂にすると発根率が低いので、使うのは発芽後数年の若い根である。根の切断時期は秋が望ましく、根を地中で保存すると翌年春に9割程度が活着する。根挿しを使うと実生苗と異なり幹の棘が無く植え付け時の扱いが楽なのも利点である。
葉緑体、核サテライトいずれの方法でも遺伝的な多様性は中国などの大陸部のものが日本産個体より高いと言い、氷河期の海面低下時に大陸部から日本列島へ進出してきた種の一つなのではないかと見られている。日本においても北方の分布地よりも南方の方が遺伝的多様性が高い傾向にあるという。

## 分布
東アジア地域。日本、朝鮮半島、中国の原産。日本全土、千島列島、朝鮮半島・中国に分布する。

## 人間との関係
若芽は食用、根や樹皮は漢方薬になる。食用について古くは、中国・明の時代に書かれた飢饉の際に救荒食物として利用できる植物を解説した本草書『救荒本草』（1406年）に記載がみられる。材は木目が美しく、建築材や家具材、器具、彫刻など幅広く利用される。

### 食用

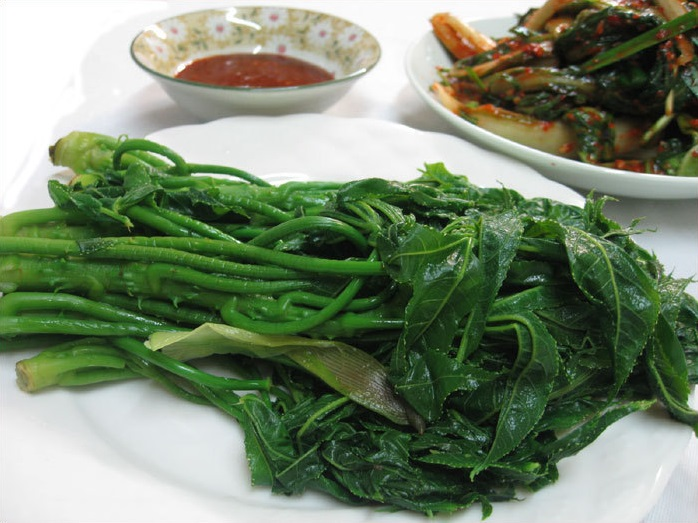
朝鮮料理のハリギリの芽の料理

春に芽吹いたばかりの新芽は、同じウコギ科のタラノキやコシアブラ、ウドなどと同様に山菜として食用にされる。採取時期はふつう5 - 6月ごろ、暖地が4月ごろ、平地では3月ごろから、高地では5月、高山では7月ごろまでが適期とされ、若芽をつけ根からもぎ取って採取し、食べるときははかまを取り去る。林内のものは樹高が高く、採取がむずかしい。
見た目は「たらの芽」としてよく知られる近縁のタラノキの芽やコシアブラに良く似るが、苦味やえぐみとして感じられるあくがやや強く、灰汁抜きを必要とする。そのためタラの芽と区別して食用にしない地方もあり、たとえば長崎方言では「イヌダラ」と呼んでタラノキと区別される。アクが強い山菜であるが、揚げると気にならなくなる。かつてはタラの芽の代用のように扱われていたが、脚光を浴びてタラの芽とは別の風合いがあるとして好まれているという。また、採取する時期によってアクの強弱はかなり異なる。
灰汁抜きは、熱湯に塩を入れて茹であげてから水にさらす。灰汁抜き後は調理するが、強いクセのため、ごま・クルミ・酢味噌の和え物など味の濃いものに合い、汁の実などにして食べられる。生のまま、天ぷらや煮付けにしても食べられる。天ぷらにすると、タラノキほどではないがタラの芽に似たほどよい香りとアクがあり、遜色がない味があるとも評されている。
- 山菜として食用にされるハリギリの展開した芽
- 枝は芽よりか細い印象があるため、林の中ではその大きな芽がかなり目立つ。
- 完全な対ではないが、ほぼ等間隔に脇芽が出る。先端の芽を摘まない場合は2～3個が出るが、先端を摘むと2番目以降の芽の元の大半が芽吹く。トゲの間隔はタラノキよりも広く太く長い。

### 木材利用
木材としては「センノキ」、あるいは「栓（せん）」と呼ばれるが名前の由来についてはよくわかっていない。木肌が深く裂け、黒ずんだ褐色の木から取れる「オニセン」（鬼栓）と、木肌がなめらかな木から取れる「ヌカセン」（糠栓）、白っぽい材が多い中でも特に赤みを帯びているのを「アカセン」（赤セン）とよぶ。鬼栓は加工には向かず、沈木に用いられる。一方、糠栓の材は軽く軟らかく加工がしやすいため、建築、家具、楽器（エレキギター材や和太鼓材）、仏壇、下駄、賽銭箱に広く使われる。耐朽性はやや低い。環孔材で肌目は粗いが板目面の光沢と年輪が美しく海外でも人気がある。材の色は白く、ホワイトアッシュに似ていることからジャパニーズ・アッシュという名称で呼ばれることもある。材の白さを活かして、薄く削って合板の表面材としても使われる。
材は柾が通っていて美しく、漆を塗るとケヤキに似た木目を持つことから欅の代用品としても使用される。この場合は着色した上で新欅・欅調と表記されることもある。年輪に沿って大きな道管が円形に並ぶ典型的な環孔材であり、ハリギリは道管の直径が170 - 350マイクロメートル (μm)とケヤキやヤマザクラのそれよりも直径が一際大きく、1列に並んで年輪がはっきりと出るのが特徴である。材の美しさから、木彫りの伝統工芸品に利用されることも多い。
北海道には大きな木が多く、明治末には下駄材として本州に出荷された。現在でも国内産の栓の9割は北海道産である。
アイヌの文化においても、カツラなどとともに丸木舟の主要な材のひとつとして用いられ、このほか木鉢や臼、杵、箕が作られた。

### アイヌの口頭伝承
北海道日高地方沙流川流域のアイヌの口頭伝承で、ハリギリの丸木舟（アユㇱニチㇷ゚）に関する禁忌を扱ったものがある。話の内容は採録された時代などにより差異があるが、以下に概要を示すものは、1996年（平成8年）3月25日に平取町のアイヌ、上田トシから聞き取り採録された「カツラの舟とハリギリの舟のけんか」と題された昔話である。概要は以下の通り。
しかし本田（1998）は、実際には道内各地でハリギリ製の丸木舟が出土、あるいは現存していることを踏まえ、かつては丸木舟の用材を特定の樹種に限定するようなことは行われておらず、むしろスギなどが自生しない北海道内における丸木舟制作においては主要な材としての地位を占めていたと考察している。
加えて、本田（1998）では物語自体の変容についても考察している。上田のほか1936年（昭和11年）、1963年（昭和38年）の記録を確認したところ、1936年の記録では女神は「作った以上、わたしと同じ程度に、そちらも使ってやったらよかったのに」と述べたうえで「センノキほど憑き神（カシ・カムイ）の悪い木はない」としていたが、その後の記録では、悪いのはハリギリの憑き神ではなくハリギリそれ自体、とされ強調されていった。また、1936年の記録ではハリギリの舟を作ることを禁忌する内容はない。
以上より本田（1998）では、本来この物語は「人間が道具としてなにかを作った以上は、その道具が役割を全うできるようにきちんと使わねばならない」ということが主題であり、カツラと対立させる樹木はハリギリ以外でも良かったのであるが、ハリギリの鋭利な刺、それで傷を作ってしまうと時として体中がはれ上がってしまうことが強く意識されるようになった結果、ハリギリの舟を禁忌とする物語に置き換り、沙流川流域のアイヌの生活、ひいては近年の情報の流れの中で他地域のアイヌの生活にも影響を与えるようになったと推察している。また、本田の私見として、本来各地で用途や河川の様相によって見合った樹種が決められていた丸木舟についての伝承が変容し、ハリギリの舟のタブー視、他の樹種の神聖視が進んでいることを指摘している。
なお、現在では再びハリギリを用いた丸木舟の復元も行われている。例えば2020年（令和2年）4月に白老町にオープンする国立アイヌ民族博物館・国立民族共生公園（ウポポイ）での丸木舟と板綴舟（イタオマチㇷ゚）制作・展示にあたっては、東京大学附属北海道演習林から、ハリギリが提供されている。

## 名称
和名「ハリギリ」は、若い枝に大型の鋭いトゲがあることに由来し、葉がキリに似るため「針のある桐」の意味である。「キリ」については、材質がキリに似ているというところから来たものだという説もある。
ハリギリにはいくつか別名があり、センノキ、ミヤコダラでもよばれる。ニセゲヤキという別名があり、ハリギリとケヤキは板にしたときに年輪模様が似ているため名付けられたとされる。また芽が山菜として有名なタラノキに似ていることから、ハリギリの別名には「タラ」がついたものが多く、アクダラ、オオダラ、アホダラなどの異名もある。山菜としての地方名にオオバラ（中部地方）などがある。大きなサイズのカエデと見まごうほどの大きな葉は天狗の羽団扇にも例えられ、地域によってはテングノハウチワやテングッパという呼び名もある。宮城県の地方名でセノキという呼び名がある。
アイヌ語では「アユㇱニ（ayusni）」と呼ばれる。これは「アイウㇱニ（ay-us-ni）」（とげ・多くある・木）という意でついた名である。